# Britta Elsert Gynning
Britta Elsert Gynning, född 5 december 1995, är en svensk före detta fotbollsmålvakt.

## Karriär
Elsert Gynning är fostrad i Skå IK. Därefter spelade hon för Ekerö IK, där det blev 10 matcher i Division 2 säsongen 2013. Under säsongen 2013 gick Elsert Gynning till AIK.
I december 2015 värvades Elsert Gynning av Eskilstuna United. Hon spelade totalt tre år i klubben, men fick främst agera reservmålvakt.
Inför säsongen 2019 värvades Elsert Gynning av Hammarby IF, där hon skrev på ett tvåårskontrakt. Efter säsongen 2021 avslutade Elsert Gynning sin spelarkarriär.